# Skærgårdshavet
Skærgårdshavet (svensk Skärgårdshavet, finsk Saaristomeri) er en øgruppe i Østersøen, mellem Bottenhavet og Finskebugten, og mellem Åland og det finske fastland. Det er den mest ørige øgruppe i verden, selv om de fleste øer er små og dækker et lille areal.

## Geologi
Skærgårdshavet har mange øer. Det nøjagtige antal afhænger af hvordan man definerer "ø", siden størrelsen på tørt land varierer fra små sten som stikker op af havet, til store øer med flere landsbyer. Vanligvis bliver antallet estimeret til mellem 20.000 og 50.000 (til sammenligning har Indonesien mellem 13.000 og 18.000 øer). Området er generelt inddelt i en ydre og en indre øgruppe, hvor den ydre del består af mange småøer som ikke er bosatte. Øgruppen er groft set formet som en trekant, hvor byene Mariehamn, Nystad (Uusikaupunki) og Hangö (Hanko) ligger i hvert sit hjørne.
Øerne dukkede op af vandet kort tid efter den sidste istid, og landhævningen er en proces som fortsat pågår, hvor nye skær og øer sagte bliver dannet, mens de større øer bliver større eller vokser sammen. Landhævningen har i dag en fart på mellem fire og ti millimeter om året. Siden øerne for det meste består af granit og gnejs, som er to meget hårde bjergarter, er erosionsprocesserne meget langsommere end landhævningen.

## Demografi og administration
Øerne er delt mellem landskaperne Egentliga Finland og Åland. Grænsen mellem disse regioner går omtrent langs Skiftet (Kihti), et relativt åbent havområde. Sammen med øerne nær svenskekysten danner området en Euroregion.
Folketallet på øgruppen er på omtrent 60.000, hvoraf 27.000 bor på Åland. De fleste kommuner i området er svensktalende, eller har en svensktalende majoritet. De størst havne i Skærgårdshavet er Åbo (Turku) på det finske fastland og Mariehamn på Åland.
Mange finner har sommerhus på øerne, som er kendt for deres naturskønne omgivelser. På grund af dette kan folketallet på flere af øerne være fordoblet om sommeren. Sommerturisterne er, i modsætning til de fleste fastboende, stort set finsktalende. Gullranda (Kultaranta) er den den finske præsidents officielle sommerresidens ved Nådendal (Naantali).
En interessant del af bosætningsstatistikken er antallet tvillinger. Evnen til at få toæggede tvillinger er delvis arvelig, og de nødvendige gener er dominerende på øgruppen. I 1700- og 1800-tallet var tallet på tvillingfødsler i forhold til folketallet større her end noget andet sted i Europa, og højere end på det finske fastland (21,3% mod 14,9%). En mulig forklaring var fiskeriet. Fisk er en særdeles god kilde til proteiner og umættet fedt, og gav en stabil og god tilførsel af næring. I fattige områder på fastlandet var derimod hungersnød mere vanlig. Dette kan forklare at et forskellen i den genetiske sammensætning i populationen kunne holde sig i den relativt isolerede befolkning; der var større sandsynlighed for at tvillingebørn blev voksne når tilgangen på mad var god.

## Økonomi og kommunikation
Øerne har generelt højere levestandard end det finske fastland. Fiskeri og fiskeforædling er de største industrier. Øgruppen er kendt for produkter lavet af sild og regnbueørred. Jordbruget er begrænset på grund af de små og stenede øer, men klimaet er mere egnet for jordbrug end det finske fastland, og enkelte øer, så som Rimito (Rymättylä), er kendt i området for at have de første nye kartofler om sommeren. Turisme øger i betydning for øerne.
Øsamfundene på den "finske" side af Skiftet er knyttet sammen via en ringvej af broer og færger. Øerne som ligger længere ude, er knyttet sammen via færgetrafik, og på Åland findes der også en lille flyveplads. Færgerne er delt ind i to grupper. De "gule" færger (färja på svensk, lossi på finsk) regnes som landevej, er gratis, og går korte ture mellem store, nærliggende øer. De "hvide" færger (förbindelsefartyg på svensk, yhteysalus på finsk) administreres af Sjöfartsverket og de går ofte længere ture mellem flere øer. Store færger går mellem de finske byer Åbo og Helsingfors til Åland og Sverige.
I kolde vintre bliver der oprettet officielle isveje mellem nogle af øerne. Dette gør transporten meget enklere, siden man da kan køre bil mellem fastlandet og øerne. Om foråret og efteråret kan der derimod være perioder med tøbrud (menföre på svensk, kelirikko på finsk) da isen er for tynd selv for personer, men for tyk for bådtrafik. Dette fører nogle gange til at enkelte øer uden kajanlæg for større både er isoleret i flere dage eller uger.
Mange vigtige skibsruter krydser Skærgårdshavet, og med alle øerne, varierende dybde og de mange skær, er dette farligt. På grund af dette er der ikke langt mellem fyr og sømærker på øerne.

## Natur og bevaring
Øerne har et unikt og mangfoldigt dyreliv. De større øer har dyreliv som i kystområderne af fastlandet, mens skærene har helt andre miljøer. Der vokser som regel ikke træer på de små øer, men de har alligevel et rigt planteliv. Miljøet er solrigt, og vækstsæsonen relativt lang, og området bliver gødet med guano. En vedvarende vind og tyndt jordlag begrænser derimod plantevæksten. Østersøen har derimod lavt saltindhold, så at planterne sjældent tager skade af vand som skvulper op på land.
Forholdene kan variere stort selv på en liden ø. Der kan være små områder med ferskvandsmoser eller -søer, søer med brakvand, buske, enge, bar klippe og lune vige på øer som kun er 30-40 meter i diameter. Mange planter har ændret udseende på grund af miljøet. Enebærbuske på øerne bliver sjældent højere end en halvmeter, men den kan dække et flere kvadratmeter stort område.
Øerne har mange havfugle. Her er det blandt andet knopsvane, tejst, toppet lappedykker og flere arter af måger. På det sidste er bestanden af skarv øget betragteligt på øgruppen. Siden storskarven lever i tætte kolonier kan dette til sidst forgifte plantelivet på grund af deres ekskrementer.
Den største miljøtrussel er imidlertid eutrofiering på grund af jordbrug og fiskeopdræt. I Finland har man delvis fået kontrol på problemet, men effekterne er delvis skjult på grund af generelt dårligere kår i Østersøen. Mange områder i øgruppen er beskyttet ved at de er vanskelig tilgængelig for mennesker. I tillæg er det oprettet flere beskyttede naturområder, som nationalparken Sydvest-Skærgårdshavet, hvor bare forskere har lov til at gå i land.

## Nationalpark og biosfærereservat
I 1983 blev Skärgårdshavets nationalpark (finsk: Saaristomeren kansallispuisto) oprettet. I 1994 blev nationalparken og de tilstødende områder et biosfærereservat under UNESCO. I nogle dele af området driver befolkningen bæredygtige erhverv. På de mest sårbare steder er det kun forskere, der har adgang.

## Historie
På grund af landhævningen efter den sidste istid steg øerne op af havet for ca 10.000 år siden. De ældste arkæologiske fund går tilbage til ca 4.000 f.Kr. og repræsenterer den kamkermaiske kultur.
Øgruppen har en strategisk position ved indgangen til Stockholm, Åbo og hele Bottenhavet. Der blev derfor bygget fæstninger her af svenskerne i middelalderen. En kongelig postrute gik via de nordligste øer i 1500- og 1600-tallet. I 1809 måtte Sverige overgive øerne til Rusland, og de blev en del af Storfyrstedømmet Finland.
Under Krimkrigen blev engelsk-franske styrker angrebet og dræbt ved Bomarsund slott. I Ålandkonventionen i 1856 blev Åland-siden af øgruppen demilitariseret, og det er den fremdeles.
Finland opnåede selvstændighed fra Rusland i 1917. Kort tid efter prøvede Sverige at annektere en del af øgruppen, og skabte med det Ålandskrisen. Folkeforbundet ble kaldt ind for at løse situationen, og i 1921 fik Finland suverænitet over hele øgruppen, til trods for protester fra majoriteten af ålændinge. Åland derimod, fik i stor grad selvstyre, og den demilitariserede status blev opretholdt.
60°N 21°Ø / 60°N 21°Ø